# San Felice sul Panaro
San Felice sul Panaro is een gemeente in de Italiaanse provincie Modena (regio Emilia-Romagna) en telt 10.453 inwoners (31-12-2004). De oppervlakte bedraagt 51,5 km2, de bevolkingsdichtheid is 196 inwoners per km2.
De volgende frazioni maken deel uit van de gemeente: Dogaro, Pavignane, Rivara, San Biagio in Padule.

## Demografie
San Felice sul Panaro telt ongeveer 4172 huishoudens. Het aantal inwoners steeg in de periode 1991-2001 met 6,7% volgens cijfers uit de tienjaarlijkse volkstellingen van ISTAT.
| Jaar | Inwoneraantal |
| ---- | ------------- |
| 1991 | 9426          |
| 2001 | 10.055        |

## Geografie
San Felice sul Panaro grenst aan de volgende gemeenten: Camposanto, Finale Emilia, Medolla, Mirandola.

## Aardbeving

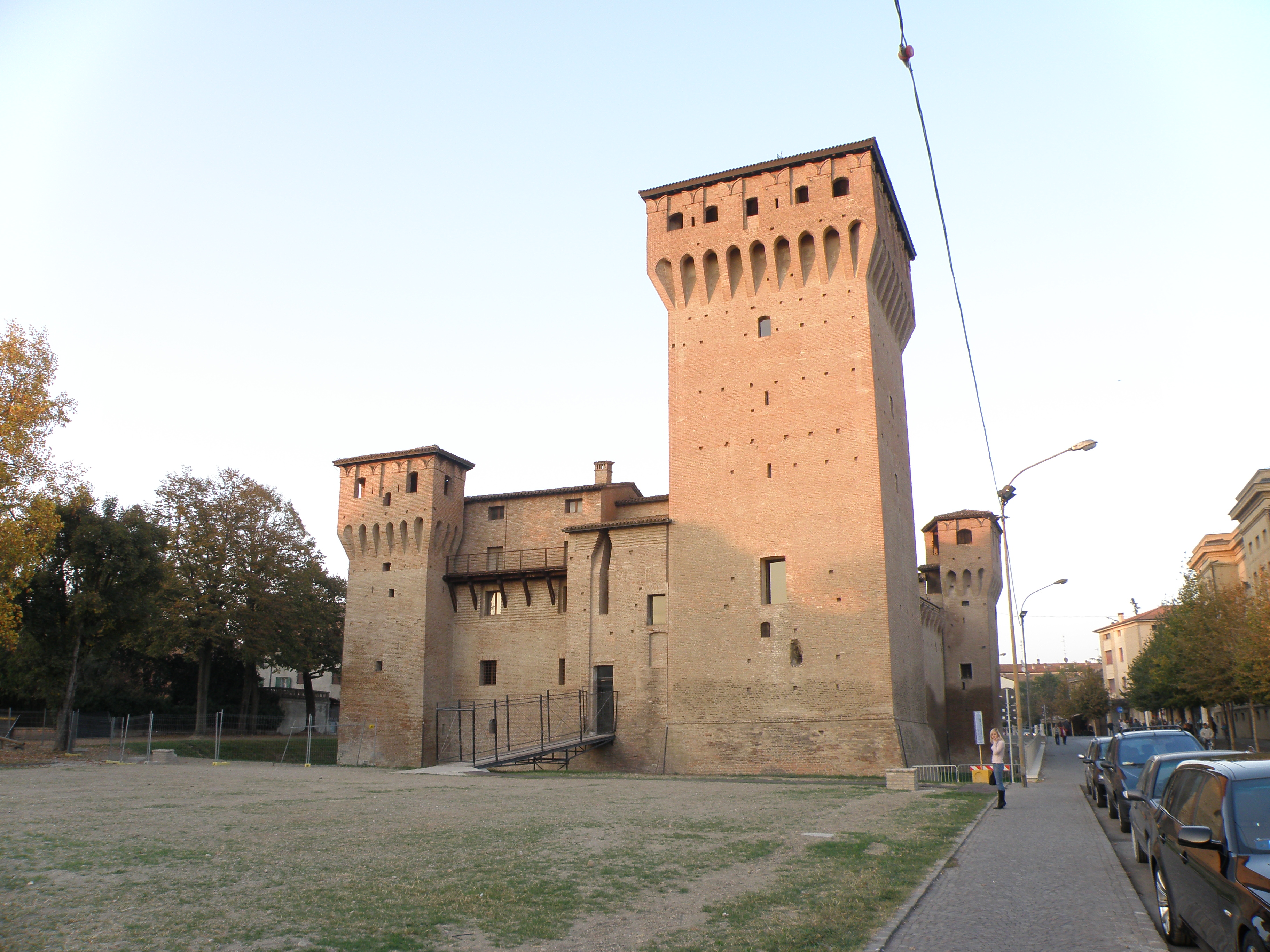
La Rocca Estense.

In de vroege ochtend van 20 mei 2012 had er een aardbeving plaats in het noorden van Italië met de kracht van 6,0 op de schaal van Richter. Het moment waarop onder meer de kerk van San Felice sul Panaro instortte. Ook La Rocca Estense werd beschadigd.